# Juniperus carinata
Juniperus carinata ist eine Pflanzenart aus der Familie der Zypressengewächse (Cupressaceae). Sie ist in China heimisch und wird von einigen Autoren als Varietät von Juniperus pingii angesehen.

## Beschreibung
Juniperus carinata wächst als immergrüner, nieder liegender oder aufrecht stehender Strauch oder selten als kleiner Baum, der Wuchshöhen von bis zu 4 Meter erreichen kann. Die niedergedrückten Äste haben kräftige, nicht hängende Zweige mit einem quadratischen Querschnitt. Die hellbraune bis purpurne Borke blättert in dünnen Streifen ab.
Die schuppenartigen Nadeln werden 4 bis 7 Millimeter lang und gehen gerade oder leicht gewölbt von den Zweigen ab. Sie sind meistens gekielt und haben eine spitze Blattspitze.
Juniperus carinata ist zweihäusig-getrenntgeschlechtig (diözisch). Die Blütezeit erstreckt sich von Mai bis Juni und die Zapfen reifen nach zwei Jahren. Die beerenförmigen Zapfen sind bei einer Größe von 7 bis 9 Millimeter eiförmig bis kugelig geformt. Zur Reife sind sie glänzend schwarz gefärbt. Jeder der Zapfen trägt ein Samenkorn. Die Samen haben deutlich erkennbare Harzgruben und sind bei einer Länge von 5 bis 7 Millimeter eiförmig bis annähernd kugelig geformt. Ihre Basis ist abgerundet und ihre Spitze ist stumpf.

## Verbreitung und Standort
Das natürliche Verbreitungsgebiet von Juniperus carinata liegt in China. Es umfasst die Provinzen Süd-Gansu, Süd-Shaanxi, Sichuan, Xizang sowie Yunnan.
Juniperus carinata gedeiht in Höhenlagen von 2700 bis 4500 Metern. Man findet die Art vor allem auf felsigen Gebieten nahe der Baumgrenze, wo sie vor allem in Bergwäldern und Dickichten wächst.

## Systematik
Die Erstbeschreibung als Juniperus pingii var. carinata erfolgte 1998 durch Yong Fu Yu und Fu Liguo in Novon 7, S. 433. Im Jahr 2000 erhob sie Robert Philip Adams in Biochemical Systematics and Ecology 28, S. 541, in den Artstatus. Sie wird von einigen Autoren weiterhin als Varietät Juniperus pingii var. wilsonii (Rehder) Silba von Juniperus pingii angesehen.